# MLB All-Star Game 1938
MLB All-Star Game 1938 – 6. Mecz Gwiazd ligi MLB, który rozegrano 6 lipca 1938 roku na stadionie Crosley Field w Cincinnati. Mecz zakończył się zwycięstwem National League All-Stars 4–1. Spotkanie obejrzało 27 067 widzów.

## Wyjściowe składy
| American League | American League   | American League | American League | National League | National League    | National League | National League |
| #               | Zawodnik          | Klub            | Pozycja         | #               | Zawodnik           | Klub            | Pozycja         |
| --------------- | ----------------- | --------------- | --------------- | --------------- | ------------------ | --------------- | --------------- |
| 1               | Mike Kreevich     | White Sox       | LF              | 1               | Stan Hack          | Cubs            | 3B              |
| 2               | Charlie Gehringer | Tigers          | 2B              | 2               | Billy Herman       | Cubs            | 2B              |
| 3               | Earl Averill      | Indians         | CF              | 3               | Ival Goodman       | Reds            | RF              |
| 4               | Jimmie Foxx       | Red Sox         | 1B              | 4               | Joe Medwick        | Cardinals       | LF              |
| 5               | Joe DiMaggio      | Yankees         | RF              | 5               | Mel Ott            | Giants          | CF              |
| 6               | Bill Dickey       | Yankees         | C               | 6               | Ernie Lombardi     | Reds            | C               |
| 7               | Joe Cronin        | Red Sox         | SS              | 7               | Frank McCormick    | Reds            | 1B              |
| 8               | Buddy Lewis       | Senators        | 3B              | 8               | Leo Durocher       | Dodgers         | SS              |
| 9               | Lefty Gomez       | Yankees         | P               | 9               | Johnny Vander Meer | Reds            | P               |

| American League                                                       | 0 | 0 | 0 | 0 | 0 | 0 | 0 | 0 | 1 | 1 | 7 | 4 |
| National League                                                       | 1 | 0 | 0 | 1 | 0 | 0 | 2 | 0 | X | 4 | 8 | 0 |
| WP: Johnny Vander Meer (1–0) LP: Lefty Gomez (0–1) SV: Mace Brown (1) |   |   |   |   |   |   |   |   |   |   |   |   |

## Składy
| Miotacze - Johnny Vander Meer (1) - Mace Brown (1) - Paul Derringer (1) - Carl Hubbell (6) - Bill Lee (1) - Jim Turner (1) Łapacze - Ernie Lombardi (3) - Harry Danning (1) - Gabby Hartnett (6) - Babe Phelps (1) |  | Wewnątrzpolowi - Frank McCormick (1) - Billy Herman (5) - Tony Cuccinello (1) - Stan Hack (1) - Cookie Lavagetto (1) - Leo Durocher (2) - Arky Vaughan (5) Zapolowi - Joe Medwick (5) - Ival Goodman (1) - Hank Leiber (1) - Hersh Martin (1) - Jo-Jo Moore (5) - Mel Ott (5) - Lloyd Waner (1) |  | Menadżer - Bill Terry Trenerzy - Bill McKechnie - Frankie Frisch |

| Miotacze - Lefty Gomez (6) - Johnny Allen (1) - Bob Feller (1) - Lefty Grove (5) - Vern Kennedy (2) - Johnny Murphy (2) - Bobo Newsom (1) - Red Ruffing (2) Łapacze - Bill Dickey (5) - Rick Ferrell (6) - Rudy York (1) |  | Wewnątrzpolowi - Jimmie Foxx (6) - Lou Gehrig (6) - Hank Greenberg (2) - Charlie Gehringer (5) - Buddy Lewis (1) - Red Rolfe (2) - Joe Cronin (6) - Cecil Travis (1) Zapolowi - Mike Kreevich (1) - Earl Averill (6) - Joe DiMaggio (3) - Doc Cramer (3) - Bob Johnson (2) |  | Menadżer - Joe McCarthy Trenerzy - Del Baker - Art Fletcher |

- W nawiasie podano liczbę występów w All-Star Game.